# Diphenylphosphan
Diphenylphosphan ist eine chemische Verbindung aus der Gruppe der Phosphane.

## Herstellung
Diphenylphosphan kann durch die Hydrierung von Chlordiphenylphosphan mit Lithiumaluminiumhydrid erhalten werden.
Auch die Reaktion von Triphenylphosphan mit elementarem Lithium liefert Diphenylphosphan.
{\displaystyle \mathrm {PPh_{3}\ +\ 2Li\longrightarrow \ LiPPh_{2}\ +\ LiPh} }
Reaktion von Triphenylphosphan mit Lithium zu Dipenylphosphan. Durch wässrige Aufarbeitung werden aus den lithiierten Verbindungen die Produkte freigesetzt. Ph = Phenyl

## Eigenschaften
Diphenylphosphan ist eine farblose Flüssigkeit die bei −14,5 °C schmilzt und bei 280 °C siedet. Diphenylphosphan reagiert als sehr schwache Säure nur mit starken Basen zum Diphenylphosphid-Anion, das durch Mesomerie stabilisiert ist.

## Verwendung
Das Anion von Diphenylphosphan (Ph2P−) kann durch die Umsetzung mit basischen Salzen von beispielsweise Kalium- oder Lithium erhalten werden. Das Anion kann als Nukleophil in Substitutionsreaktionen eingesetzt werden. Dieses wird beispielsweise zur Synthese von Phosphanliganden wie dppm oder dppp verwendet. Ähnlich wie Thiolate kann es zur Entschützung von aromatischen Methoxygruppen dienen, wobei signifikant mildere Bedingungen notwendig sind. So reicht bereits siedendes THF, wobei bei Thiolaten oft 150 °C vonnöten sind.